# FK Atmosfera
FK Atmosfera is een Litouwse voetbalclub uit Mažeikiai. In 2019 promoveerde de club naar de Pirma lyga.

## Erelijst
- Antra lyga (D3): 2023

## Seizoen na seizoen
| Seizoen | Niveau | Liga                 | Plaats | Webplaats | Opmerkingen |
| ------- | ------ | -------------------- | ------ | --------- | ----------- |
| 2013    | 3.     | Antra lyga (Vakarai) | 6.     | [ 1 ]     |             |
| 2014    | 3.     | Antra lyga (Vakarai) | 9.     | [ 2 ]     |             |
| 2015    | 3.     | Antra lyga (Vakarai) | 6.     | [ 3 ]     |             |
| 2016    | X      | X                    | X      |           |             |
| 2017    | 3.     | Antra lyga (Vakarai) | 7.     | [ 4 ]     |             |
| 2018    | 3.     | Antra lyga (Vakarai) | 3.     | [ 5 ]     | promoveerde |
| 2019    | 2.     | Pirma lyga           | 14.    | [ 6 ]     |             |
| 2020    | 2.     | Pirma lyga           | 12.    | [ 7 ]     |             |
| 2021    | 2.     | Pirma lyga           | 7.     | [ 8 ]     |             |
| 2022    | 2.     | Pirma lyga           | 15.    | [ 9 ]     |             |
| 2023    | 3.     | Antra lyga           | 1.     | [ 10 ]    |             |
| 2024    | 2.     | Pirma lyga           | 9.     | [ 11 ]    |             |

## Bekende (ex-)spelers
- Rytis Leliūga
- Evaldas Razulis